# Sambistas do Cordeiro
GRES Sambistas do Cordeiro foi uma escola de samba do Recife. Em 1999 foi a segunda a desfilar no Carnaval do Recife Escola tradicional do bairro do Cordeiro, não desfila desde 2009. 